# Karl Pribram
Karl Harry Pribram (Vienna, 25 febbraio 1919 – 19 gennaio 2015) è stato un medico austriaco, professore di psichiatria e psicologia in varie università americane, tra cui l'Università di Stanford e l'Università di Georgetown.

## Biografia
I suoi studi più importanti riguardano il cervello umano e il sistema nervoso: in particolare ha contribuito a definire la natura del sistema limbico, e la relazione tra esso e la corteccia frontale.
È principalmente conosciuto per lo sviluppo, in collaborazione con il fisico David Bohm, del cosiddetto "modello cerebrale olografico della funzione cognitiva", da lui chiamato "modello olonomico del cervello" e noto anche come "modello olografico di Pribram e Bohm" o come "paradigma olografico".
Con questo modello, Pribram ha teorizzato che le informazioni, e quindi anche i ricordi, immagazzinati nel nostro cervello non vengano “registrati” nei neuroni, ma siano il risultato di figure (o pattern) d'onda interferenti, spiegando in tal modo la capacità del cervello di immagazzinare un'enorme quantità di informazioni in uno spazio relativamente piccolo.
Durante gli anni quaranta e cinquanta del novecento, Pribram ha contribuito allo studio e alla comprensione del ruolo dei gangli della base nell'organizzazione delle emozioni e delle motivazioni.  Egli ha inoltre scoperto i sistemi sensoriali dell'area cerebrale chiamata corteccia associativa sensoriale (detta anche corteccia cerebrale posteriore, o corteccia di associazione), ed ha indicato come questi sistemi funzionino per organizzare le scelte che facciamo fra gli stimoli sensoriali, e non solo per il rilevamento degli stimoli stessi.
È morto a causa di un cancro nella sua casa in Virginia.

## Opere
- I linguaggi del cervello, 1971